# Lucio Hirtuleyo
Lucio Hirtuleyo (Latín: Lucius Hirtuleius) fue un militar romano, célebre por su destacada participación en la Guerra Sertoriana. 

## Biografía
Uno de los principales colaboradores de Sertorio, fue cuestor en 79 a. C. y legado del 78 al 75 a. C. Gran estratega, en 79 Sertorio le envió a detener a las tropas del gobernador de la Citerior, Marco Domicio Calvino, que acudía en ayuda de Metelo Pío siguiendo la línea del Tajo. Hirtuleyo no sólo venció a Calvino cerca de Consabura, sino que, desplazándose más hacia el este, derrotó a las tropas de auxilio del procónsul de la Narbonense, Lucio Manlio, cerca de Ilerda, al año siguiente (78 a. C.).
Fue muerto en 75 a. C. en las cercanías de Segovia, junto a su hermano, en combate contra Metelo.
- Datos: Q6456490